# Попов, Семён Ефремович
Семён Ефремович Попов — командир экипажа бронетранспортёра отдельной разведывательной роты 8-й мотострелковой бригады (9-й танковый корпус, 1-й Белорусский фронт), сержант.

## Биография
Семён Ефремович Попов родился в селе Кандаковка Златоустовского уезда Уфимской губернии (в настоящее время Дуванский район Башкортостана) в крестьянской семье. Окончил начальную школу, работал в леспромхозе в Кемеровской области.
В мае 1942 года был призван в ряды Красной армии. С августа 1942 года на фронтах Великой Отечественной войны.
Помощник командира разведывательного отделения 8-й мотострелковой бригады (9-й танковый корпус, 1-й Белорусский фронт) младший сержант Попов с группой захвата 27 июля 1944 года проник в расположение противника у населённого пункта Яново южнее города Белосток в Польше, где они уничтожили до 15 солдат противника, а 8 взяли в плен. Приказом по корпусу от 10 сентября 1944 года он был награждён орденом Славы 3-й степени.
Действуя в ночном поиске близ города Радом, 14 января 1945 года сержант Попов и разведчики забросали гранатами казарму противника, истребив много солдат, а часового взяли в плен. Приказом по фронту от 8 марта 1945 года он был награждён орденом Славы 2-й степени.
Командир экипажа бронетранспортёра сержант Попов 25 апреля 1945 года в бою на подступах к Берлину нанёс с подчиненными немалый урон противнику: сжег вражеский бронетранспортёр, уничтожил свыше 10 автоматчиков, нескольких солдат взял в плен. Указом Президиума Верховного Совета СССР от 15 мая 1946 года он был награждён орденом Славы 1-й степени.
Демобилизовался сержант Попов в августе 1945 года. Жил в городе Прокопьевск, работал на шахте, затем на пилораме на автобазе.
В 1985 году в связи с 40-м Победы был награждён орденом Отечественной войны 1-й степени.
Скончался Семён Ефремович Попов 9 ноября 1987 года. Похоронен в посёлке Высокий города Прокопьевска.